# Abdelkrim Merry
Abdelkrim Merry (n. Casablanca. Marruecos, 13 de enero de 1955) es un exfutbolista y entrenador de fútbol marroquí que jugaba de delantero centro y militó en diversos clubes de Francia. Pese a haber nacido en Marruecos, Merry jugó toda su carrera en Francia, ya que militó en 9 clubes del país galo.

## Selección nacional

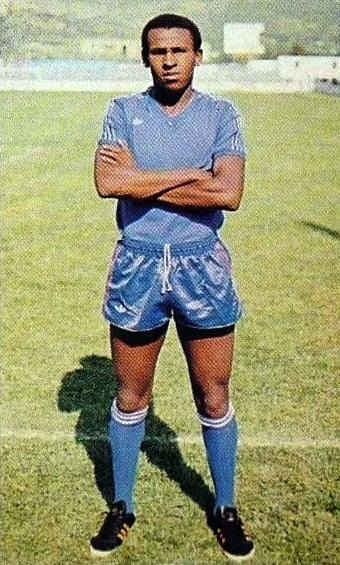
Abdelkrim Merry en 1976.

Con la Selección de fútbol de Marruecos, disputó 17 partidos internacionales y anotó solo 5 goles. Incluso participó con la selección marroquí, en una sola edición de la Copa Mundial. La única participación de Merry en un mundial, fue en la edición de México 1986, donde su selección quedó eliminada en los octavos de final de la cita de México.

### Participaciones en Copas del Mundo
| Mundial                        | Sede   | Resultado        |
| ------------------------------ | ------ | ---------------- |
| Copa Mundial de Fútbol de 1986 | México | Octavos de final |

## Clubes

### Como jugador
| Club          | País    | Año         |
| ------------- | ------- | ----------- |
| Bastia        | Francia | 1974 - 1980 |
| Lille         | Francia | 1980 - 1981 |
| Toulouse      | Francia | 1982        |
| FC Metz       | Francia | 1982 - 1983 |
| Strasbourg    | Francia | 1983 - 1984 |
| Tours         | Francia | 1984 - 1985 |
| Le Havre      | Francia | 1985 - 1986 |
| Saint Etienne | Francia | 1986 - 1987 |
| RC Paris      | Francia | 1987 - 1989 |

### Como entrenador
| Club                | País      | Año         |
| ------------------- | --------- | ----------- |
| Olympique Marrakech | Marruecos | 2012 - 2014 |